# مخطط المدارات الجزيئية
مخطط المدارات الجزيئية (اختصاراً MO diagram) عبارة عن أداة وصف نوعيّة تشرح الارتباط الكيميائي في جزيء بناءً على نظرية المدارات الجزيئية عموماً وعلى طريقة الاندماج الخطي للمدارات الذرية بالنسبة للمدارات الجزيئية على وجه الخصوص. إن المبدأ الرئيسي في هذه النظريات يعتمد على فرضية أن الذرات عندما ترتبط مع بعضها البعض لتشكيل الجزيئات فإن عدد محدد من المدارات الذرية تندمج مع بعضها البعض لتشّل نفس العدد من المدارات الجزيئية، وأن الإلكترونات المتعلقة تخضع لعملية إعادة توزيع على هذه المدارات.
إن استخدام هذه الطريقة مناسب جداً لشرح بنية الجزيئات البسيطة ثنائيّة الذرّة مثل الهيدروجين والأكسجين وأحادي أكسيد الكربون، لكنها تصبح معقدة عندما تستخدم لشرح بنية جزيء متعدد الذرات مثل الميثان. يستخدم مخطط المدارات الجزيئية لشرح كيف أن بعض الجزيئات غير ممكنة التشكل، كما أنها تمكّن من معرفة قوة الرابطة والانتقالات الإلكترونية الجزيئية.

## التاريخ
طرحت نظرية المدارات الجزيئية عام 1928 من قبل روبرت موليكن  وفريدرش هوند. قدّم وصف رياضي لهذا المخطط من قبل دوكلاس هارتري عام 1928  وفلاديمير فوك عام 1930.